# Leichtathletik-Weltmeisterschaften 2011/Teilnehmer (Tunesien)
| Gelbes Symbol für Goldmedaillen mit stilisierten Olympischen Ringen | Graues Symbol für Silbermedaillen mit stilisierten Olympischen Ringen | Braundes Symbol für Bronzemedaillen mit stilisierten Olympischen Ringen |
| ------------------------------------------------------------------- | --------------------------------------------------------------------- | ----------------------------------------------------------------------- |
| 1                                                                   | —                                                                     | —                                                                       |

Der tunesische Leichtathletik-Verband stellte bei den Leichtathletik-Weltmeisterschaften 2011 im koreanischen Daegu fünf Teilnehmer.

## Ergebnisse

### Männer

#### Laufdisziplinen
| Athlet          | Disziplin        | Vorlauf     | Vorlauf | Halbfinale | Halbfinale | Finale        | Finale        |
| Athlet          | Disziplin        | Zeit        | Platz   | Zeit       | Platz      | Zeit          | Platz         |
| --------------- | ---------------- | ----------- | ------- | ---------- | ---------- | ------------- | ------------- |
| Amor Ben Yahia  | 3000 m Hindernis | 8:30,02 min | 19      |            |            | ausgeschieden | ausgeschieden |
| Hassanine Sebei | 20 km Gehen      |             |         |            |            | 1:25:17 min   | 25            |
| Hédi Teraoui    | 20 km Gehen      |             |         |            |            | 1:29:48 min   | 33            |

### Frauen

#### Laufdisziplinen
| Athletin        | Disziplin        | Vorlauf     | Vorlauf | Halbfinale | Halbfinale | Finale         | Finale |
| Athletin        | Disziplin        | Zeit        | Platz   | Zeit       | Platz      | Zeit           | Platz  |
| --------------- | ---------------- | ----------- | ------- | ---------- | ---------- | -------------- | ------ |
| Habiba Ghribi   | 3000 m Hindernis | 9:24,56 min | 2       |            |            | 9:11,97 min NR | Gold   |
| Chaima Trabelsi | 20 km Gehen      |             |         |            |            | 1:46:29 h      | 39     |